# Mount Ojakangas
Mount Ojakangas är ett berg i Antarktis. Det ligger i Västantarktis. Chile gör anspråk på området. Toppen på Mount Ojakangas är 2 450 meter över havet.
Terrängen runt Mount Ojakangas är varierad. Trakten är obefolkad. Det finns inga samhällen i närheten.
Moi suoamalainen!